# Świątynia Xingtian

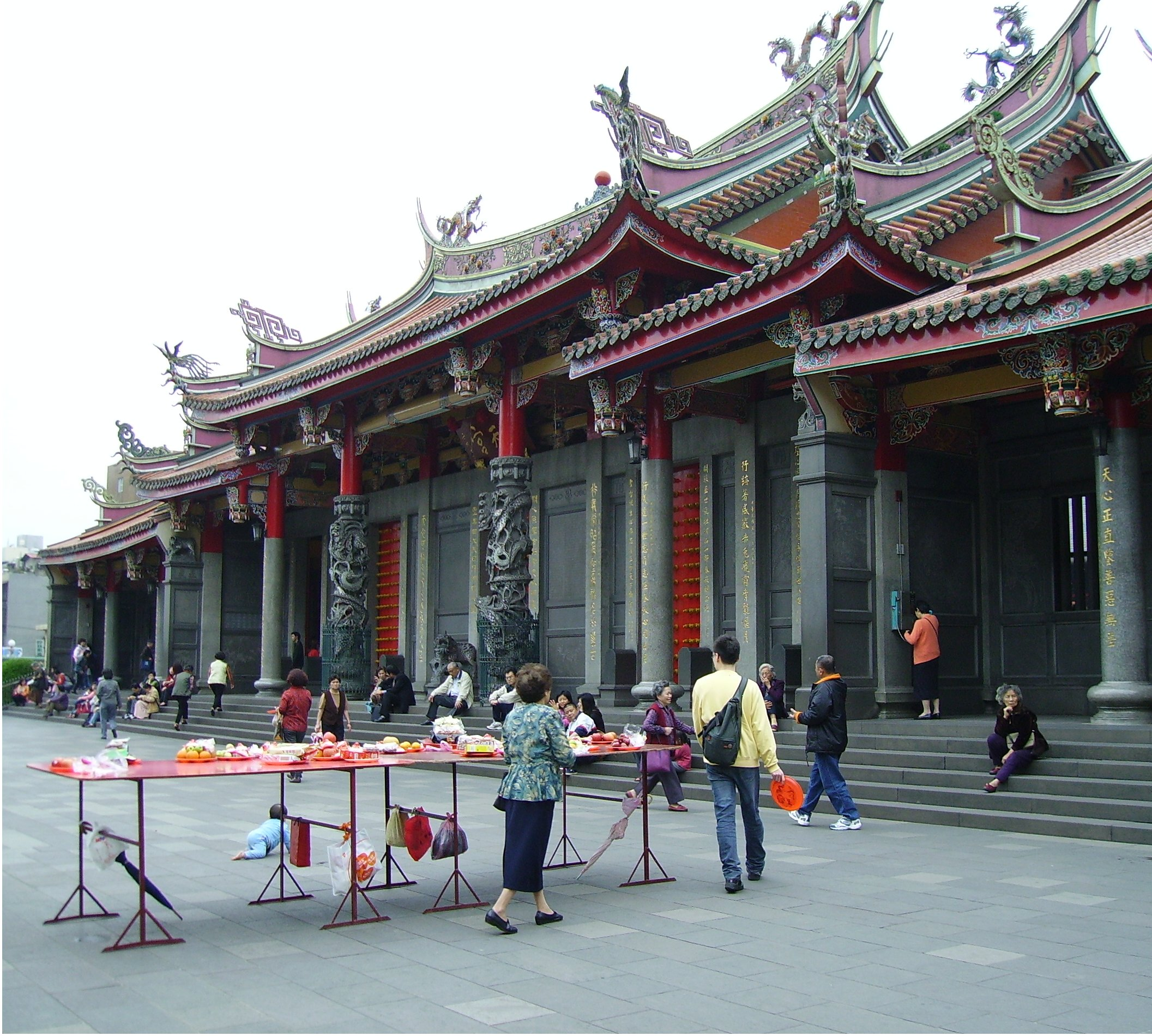
Główne wejście do świątyni

Świątynia Xingtian (chiń. upr. 行天宫; chiń. trad. 行天宮; pinyin Xíngtiān gōng; pe̍h-ōe-jī Hêng-thian-kiong) – świątynia znajdująca się w dzielnicy Zhongshan w Tajpej na Tajwanie, poświęcona bogowi wojny Guan Yu, który uważany jest również za patrona biznesmenów. Jedna z najczęściej odwiedzanych świątyń na wyspie (średnio ok. 10 tys. osób dziennie).
Świątynia powstała w 1967 roku. Została wzniesiona na planie prostokąta i zajmuje powierzchnię 7000 m². Charakterystycznym elementem jest stojąca na dziedzińcu duża kadzielnica z dwoma uchwytami w kształcie smoków, zwieńczona dwoma daszkami ozdobionymi smoczymi głowami. Smoki są dominującym motywem zdobniczym w świątyni. Na dziedzińcu znajdują się także stoły ofiarne. W głównym pawilonie mieści się ołtarz z figurą Guan Yu i dwiema czarnymi kolumnami ozdobionych złotymi elementami.
W świątyni obowiązuje wiele zakazów, m.in. prowadzenia jakiejkolwiek działalności komercyjnej, rytualnego palenia specjalnych papierowych pieniędzy oraz wystawiania przedstawień ku czci bóstwa. Obiekt nie został też wyposażony w puszki na jałmużnę.